# 66e Ōza (Shogi) 2017-2018
«Édition précédente (65)
66e Ōza
Édition suivante (67)»

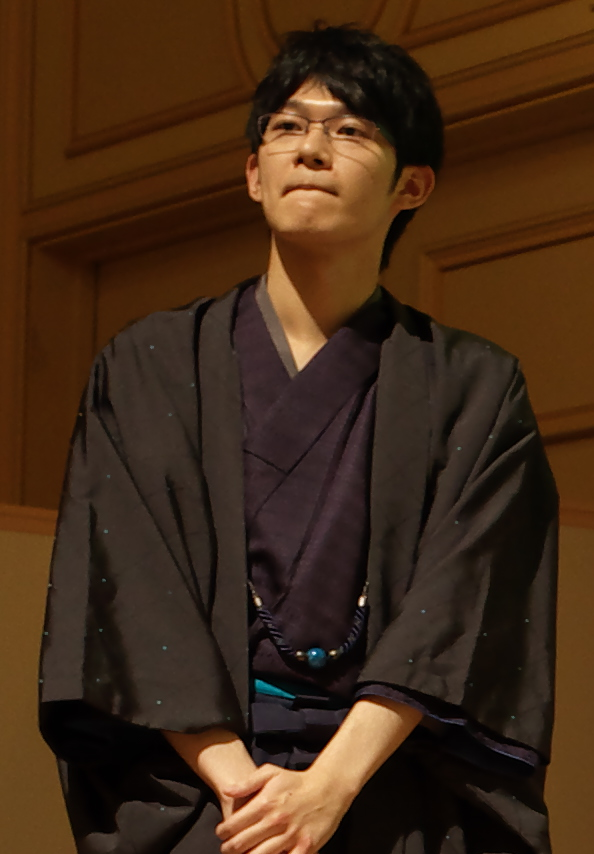
Shintaro Saito, le vainqueur du tournoi.

Le 66e Ōza (第66期王座戦) est une compétition majeure du shogi professionnel japonais. Il a été organisé de 2017 à 2018 et compte pour la saison 2017-2018.

## Ōzasen Go-ban Shobu
Le championnat Ōza a opposé dans un match en cinq parties le tenant du titre Taichi Nakamura au challenger Shintaro Saito.
| Partie | Date       | Sente           | Sente      | Né en | Gote            | Gote       | Né en | Nakamura | Saito | Lieu         |
| ------ | ---------- | --------------- | ---------- | ----- | --------------- | ---------- | ----- | -------- | ----- | ------------ |
| 1      | 04/09/2018 | Shintaro Saito  | 斎藤慎太郎 | 1993  | Taichi Nakamura | 中村太地   | 1988  | 0        | 1     | Hadano       |
| 2      | 20/09/2018 | Taichi Nakamura | 中村太地   | 1988  | Shintaro Saito  | 斎藤慎太郎 | 1993  | 0        | 2     | Kyōto        |
| 3      | 02/10/2018 | Shintaro Saito  | 斎藤慎太郎 | 1993  | Taichi Nakamura | 中村太地   | 1988  | 1        | 2     | Sendai       |
| 4      | 16/10/2018 | Taichi Nakamura | 中村太地   | 1988  | Shintaro Saito  | 斎藤慎太郎 | 1993  | 2        | 2     | Minamiuonuma |
| 5      | 30/10/2018 | Shintaro Saito  | 斎藤慎太郎 | 1993  | Taichi Nakamura | 中村太地   | 1988  | 2        | 3     | Kōfu         |

### Liste des parties
1. ↑  (ja) « Shintaro Saito vs. Taichi Nakamura "Kakugawari Koshikage gin" 66e Oza Goban shobu 5e partie », sur 将棋DB2,‎ 4 septembre 2018 (consulté le 24 mars 2019)
2. ↑  « ▲Taichi Nakamura △Shintaro Saito "Kakugawari"  66e Oza Goban Shobu 2e partie », 20 septembre 2018 (consulté le 28 novembre 2018)
3. ↑  « ▲Shintaro Saito△Taichi Nakamura  66e Oza Goban Shobu 3e partie », 2 octobre 2018 (consulté le 28 novembre 2018)
4. ↑  « ▲Taichi Nakamura △Shintaro Saito  "Kakugawari Koshikake gin 66e Oza Goban Shobu 4e partie », 16 octobre 2018 (consulté le 28 novembre 2018)
5. ↑  ヘボトト, « ▲Shintaro Saito△Taichi Nakamura "Kakugawari Koshikage gin" 66e Oza Goban Shobu 5e partie »,‎ 30 octobre 2018 (consulté le 29 novembre 2018)

## Chōsen-sha kettei tōnamento
Le tournoi des candidats a vu s'affronter 16 joueurs par élimination directe.
| Nom              | Nom        | Né   | 1er tour         | Quart de finale | Demi-finale                                      | Finale                                          | Vainqueur                                        |
| ---------------- | ---------- | ---- | ---------------- | --------------- | ------------------------------------------------ | ----------------------------------------------- | ------------------------------------------------ |
| Yoshiharu Habu   | 羽生竜王   | 1970 | Yoshiharu Habu   | Koichi Fukaura  | Sota Fujii Fukaura-S.Fujii 0-1 2018/06/22        | Shintaro Saito Saito - S.Fujii 1-0 2018/07/06   | Shintaro Saito Saito - A.Watanabe 1-0 2018/07/27 |
| Koichi Fukaura   | 深浦康市   | 1972 | Koichi Fukaura   | Koichi Fukaura  | Sota Fujii Fukaura-S.Fujii 0-1 2018/06/22        | Shintaro Saito Saito - S.Fujii 1-0 2018/07/06   | Shintaro Saito Saito - A.Watanabe 1-0 2018/07/27 |
| Sota Fujii       | 藤井 聡太  | 2002 | Sota Fujii       | Sota Fujii      | Sota Fujii Fukaura-S.Fujii 0-1 2018/06/22        | Shintaro Saito Saito - S.Fujii 1-0 2018/07/06   | Shintaro Saito Saito - A.Watanabe 1-0 2018/07/27 |
| Nobuyuki Yashiki | 屋敷伸之   | 1970 | Nobuyuki Yashiki | Sota Fujii      | Sota Fujii Fukaura-S.Fujii 0-1 2018/06/22        | Shintaro Saito Saito - S.Fujii 1-0 2018/07/06   | Shintaro Saito Saito - A.Watanabe 1-0 2018/07/27 |
| Toshiaki Kubo    | 久保 利明  | 1975 | Toshiaki Kubo    | Toshiaki Kubo   | Shintaro Saito Saito-Kubo 1-0 2018/06/22         | Shintaro Saito Saito - S.Fujii 1-0 2018/07/06   | Shintaro Saito Saito - A.Watanabe 1-0 2018/07/27 |
| Takeshi Fujii    | 藤井猛     | 1970 | Takeshi Fujii    | Toshiaki Kubo   | Shintaro Saito Saito-Kubo 1-0 2018/06/22         | Shintaro Saito Saito - S.Fujii 1-0 2018/07/06   | Shintaro Saito Saito - A.Watanabe 1-0 2018/07/27 |
| Taichi Takami    | 髙見叡王   | 1993 | Taichi Takami    | Shintaro Saito  | Shintaro Saito Saito-Kubo 1-0 2018/06/22         | Shintaro Saito Saito - S.Fujii 1-0 2018/07/06   | Shintaro Saito Saito - A.Watanabe 1-0 2018/07/27 |
| Shintaro Saito   | 斎藤慎太郎 | 1993 | Shintaro Saito   | Shintaro Saito  | Shintaro Saito Saito-Kubo 1-0 2018/06/22         | Shintaro Saito Saito - S.Fujii 1-0 2018/07/06   | Shintaro Saito Saito - A.Watanabe 1-0 2018/07/27 |
| Tatsuya Sugai    | 菅井竜也   | 1992 | Tatsuya Sugai    | Tatsuya Sugai   | Akira Watanabe Sugai - A.Watanabe 0-1 2018/06/07 | Akira Watanabe Nagase A.Watanabe 0-1 2018/07/05 | Shintaro Saito Saito - A.Watanabe 1-0 2018/07/27 |
| Hisachi Namekata | 行方尚史   | 1973 | Hisachi Namekata | Tatsuya Sugai   | Akira Watanabe Sugai - A.Watanabe 0-1 2018/06/07 | Akira Watanabe Nagase A.Watanabe 0-1 2018/07/05 | Shintaro Saito Saito - A.Watanabe 1-0 2018/07/27 |
| Koji Tanigawa    | 谷川浩司   | 1962 | Koji Tanigawa    | Akira Watanabe  | Akira Watanabe Sugai - A.Watanabe 0-1 2018/06/07 | Akira Watanabe Nagase A.Watanabe 0-1 2018/07/05 | Shintaro Saito Saito - A.Watanabe 1-0 2018/07/27 |
| Akira Watanabe   | 渡辺明     | 1984 | Akira Watanabe   | Akira Watanabe  | Akira Watanabe Sugai - A.Watanabe 0-1 2018/06/07 | Akira Watanabe Nagase A.Watanabe 0-1 2018/07/05 | Shintaro Saito Saito - A.Watanabe 1-0 2018/07/27 |
| Amahiko Sato     | 佐藤 天彦  | 1988 | Amahiko Sato     | Takuya Nagase   | Takuya Nagase Aoshima-Nagase                     | Akira Watanabe Nagase A.Watanabe 0-1 2018/07/05 | Shintaro Saito Saito - A.Watanabe 1-0 2018/07/27 |
| Takuya Nagase    | 永瀬拓矢   | 1992 | Takuya Nagase    | Takuya Nagase   | Takuya Nagase Aoshima-Nagase                     | Akira Watanabe Nagase A.Watanabe 0-1 2018/07/05 | Shintaro Saito Saito - A.Watanabe 1-0 2018/07/27 |
| Ryuma Tonari     | 都成 竜馬  | 1990 | Ryuma Tonari     | Mirai Aoshima   | Takuya Nagase Aoshima-Nagase                     | Akira Watanabe Nagase A.Watanabe 0-1 2018/07/05 | Shintaro Saito Saito - A.Watanabe 1-0 2018/07/27 |
| Mirai Aoshima    | 青嶋未来   | 1995 | Mirai Aoshima    | Mirai Aoshima   | Takuya Nagase Aoshima-Nagase                     | Akira Watanabe Nagase A.Watanabe 0-1 2018/07/05 | Shintaro Saito Saito - A.Watanabe 1-0 2018/07/27 |

### Liste des parties
finale
1. ↑  (ja) « Shintaro Saito vs. Akira Watanabe "Kakugawari Koshikake gin" 66e Oza, Chosen-sha kettei tonamento, finale », sur 将棋DB2,‎ 27 juillet 2018 (consulté le 24 mars 2019)

demi-finale
1. ↑  (ja) « Shintaro Saito vs. Sota Fujii  66e Oza, Chosen-sha kettei tonamento, demi-finale », sur 将棋DB2,‎ 6 juillet 2018 (consulté le 24 mars 2019)
2. ↑  (ja) « Takuya Nagase vs. Akira Watanabe "yagura" 66e Oza, Chosen-sha kettei tonamento, demi-finale », sur 将棋DB2,‎ 5 juillet 2018 (consulté le 24 mars 2019)

quart-de-finale
1. ↑  (ja) « Koichi Fukaura vs.Sota Fujii 66e Oza, Chosen-sha kettei tonamento, Quart-de-finale », sur 将棋DB2,‎ 22 juin 2018 (consulté le 24 mars 2019)
2. ↑  (ja) « Shintaro Saito - Toshiaki Kubo "shikenbisha" 66e Oza, Chosen-sha kettei sen, quart de finale », sur 将棋DB2,‎ 22 juin 2018 (consulté le 24 mars 2019)
3. ↑  (ja) « Tatsuya Sugai vs. Akira Watanabe "Gokigen Nakabisha" 66e Oza, Chosen-sha kettei tonamento, Quart-de-finale », sur 将棋DB2,‎ 7 juin 2018 (consulté le 24 mars 2019)
4. ↑  (ja) « Mirai Aoshima vs. Takuya Nagase "gokigen nakabisha" 66e Oza, Chosen-sha kettei tonamento, Quart-de-finale », sur 将棋DB2,‎ 6 juin 2018 (consulté le 24 mars 2019)

## Niji Yosen
Les Niji-Yosen (二次予選) sont le second stade des qualifications

### Niji-Yosen 1-kumi
| Nom              | Nom      | Né   | 1er tour         | Demi-finale      | Finale           | Qualifié         |
| ---------------- | -------- | ---- | ---------------- | ---------------- | ---------------- | ---------------- |
| Koru Abe         | 阿部光瑠 | 1994 | Koru Abe         | Koru Abe         | Ayumu Matsuo     | Nobuyuki Yashiki |
| Ayumu Matsuo     | 松尾歩   | 1980 | Ayumu Matsuo     | Ayumu Matsuo     | Ayumu Matsuo     | Nobuyuki Yashiki |
| Eiji Lijuma      | 飯島栄治 | 1979 | Eiji Lijuma      | Nobuyuki Yashiki | Nobuyuki Yashiki | Nobuyuki Yashiki |
| Nobuyuki Yashiki | 屋敷伸之 | 1972 | Nobuyuki Yashiki | Nobuyuki Yashiki | Nobuyuki Yashiki | Nobuyuki Yashiki |
| Daisuke Katagami | 片上大輔 | 1971 | Daisuke Katagami | Daisuke Katagami | Nobuyuki Yashiki | Nobuyuki Yashiki |

### Niji-Yosen 2-kumi
| Nom               | Nom      | Né   | 1er tour          | Demi-finale       | Finale         | Qualifié      |
| ----------------- | -------- | ---- | ----------------- | ----------------- | -------------- | ------------- |
| Tadahisa Maruyama | 丸山忠久 | 1970 | Tadehisa Maruyama | Tadehisa Maruyama | Akihito Hirose | Takuya Nagase |
| Akihito Hirose    | 広瀬章人 | 1987 | Akihito Hirose    | Akihito Hirose    | Akihito Hirose | Takuya Nagase |
| Shota Chida       | 千田翔太 | 1994 | Shota Chida       | Hiroyuki Miura    | Takuya Nagase  | Takuya Nagase |
| Hiroyuki Miura    | 三浦弘行 | 1974 | Hiroyuki Miura    | Hiroyuki Miura    | Takuya Nagase  | Takuya Nagase |
| Takuya Nagase     | 永瀬拓矢 | 1992 | Takuya Nagase     | Takuya Nagase     | Takuya Nagase  | Takuya Nagase |

### Niji-Yosen 3-kumi
| Nom             | Nom      | Né   | 1er tour        | Demi-finale     | Finale         | Qualifié      |
| --------------- | -------- | ---- | --------------- | --------------- | -------------- | ------------- |
| Masataka Goda   | 郷田真隆 | 1971 | Masataka Goda   | Masataka Goda   | Daisuke Suzuki | Taichi Takami |
| Daisuke Suzuki  | 鈴木大介 | 1974 | Daisuke Suzuki  | Daisuke Suzuki  | Daisuke Suzuki | Taichi Takami |
| Hirotaka Nozuki | 野月浩貴 | 1973 | Hirotaka Nozuki | Hirotaka Nozuki | Taichi Takami  | Taichi Takami |
| Taku Morishita  | 森下卓   | 1966 | Taku Morishita  | Hirotaka Nozuki | Taichi Takami  | Taichi Takami |
| Taichi Takami   | 髙見泰地 | 1993 | Taichi Takami   | Taichi Takami   | Taichi Takami  | Taichi Takami |

### Niji-Yosen 4-kumi
| Nom              | Nom         | Né   | 1er tour         | Demi-finale      | Finale           | Qualifié       |
| ---------------- | ----------- | ---- | ---------------- | ---------------- | ---------------- | -------------- |
| Chikara Akutsu   | 阿久津主税  | 1982 | Chikara Akutsu   | Chikara Akutsu   | Yasuaki Murayama | Koichi Fukaura |
| Daisuke Nakagawa | 中川大輔    | 1968 | Daisuke Nakagawa | Yasuaki Murayama | Yasuaki Murayama | Koichi Fukaura |
| Yasuaki Murayama | 村山慈明    | 1984 | Yasuaki Murayama | Yasuaki Murayama | Yasuaki Murayama | Koichi Fukaura |
| Makoto Sasaki    | 佐々木慎    | 1980 | Makoto Sasaki    | Koichi Fukaura   | Koichi Fukaura   | Koichi Fukaura |
| Koichi Fukaura   | 深浦康市    | 1972 | Koichi Fukaura   | Koichi Fukaura   | Koichi Fukaura   | Koichi Fukaura |
| Tatsuya Sanmaido | 三枚堂 達也 | 1993 | Tatsuya Sanmaido | Tatsuya Sanmaido | Koichi Fukaura   | Koichi Fukaura |

### Niji-Yosen 5-kumi
| Nom               | Nom       | Né   | 1er tour          | Demi-finale       | Finale          | Qualifié   |
| ----------------- | --------- | ---- | ----------------- | ----------------- | --------------- | ---------- |
| Tetsuro Itodani   | 糸谷 哲郎 | 1988 | Tetsuro Itodani   | Tetsuro Itodani   | Tetsuro Itodani | Sota Fujii |
| Keita Inoué       | 井上慶太  | 1964 | Keita Inoué       | Kensuke Kitahama  | Tetsuro Itodani | Sota Fujii |
| Kensuke Kitahama  | 北浜健介  | 1975 | Kensuke Kitahama  | Kensuke Kitahama  | Tetsuro Itodani | Sota Fujii |
| Mamoru Hatakeyama | 畠山鎮    | 1969 | Mamoru Hatakeyama | Mamoru Hatakeyama | Sota Fujii      | Sota Fujii |
| Shingo Sawada     | 澤田真吾  | 1991 | Shingo Sawada     | Mamoru Hatakeyama | Sota Fujii      | Sota Fujii |
| Sota Fujii        | 藤井聡太  | 2002 | Sota Fujii        | Sota Fujii        | Sota Fujii      | Sota Fujii |

### Niji-Yosen 6-kumi
| Nom                 | Nom      | Né   | 1er tour            | Demi-finale        | Finale             | Qualifié     |
| ------------------- | -------- | ---- | ------------------- | ------------------ | ------------------ | ------------ |
| Akira Inaba         | 稲葉陽   | 1988 | Akira Inaba         | Akira Inaba        | Masayuki Toyoshima | Ryuma Tonari |
| Masayuki Toyoshima  | 豊島将之 | 1990 | Masayuki Toyoshima  | Masayuki Toyoshima | Masayuki Toyoshima | Ryuma Tonari |
| Tadashi Oishi       | 大石直嗣 | 1989 | Tadashi Oishi       | Tadashi Oishi      | Ryuma Tonari       | Ryuma Tonari |
| Naruyuki Hatakeyama | 畠山成幸 | 1969 | Naruyuki Hatakeyama | Tadashi Oishi      | Ryuma Tonari       | Ryuma Tonari |
| Ryuma Tonari        | 都成竜馬 | 1990 | Ryuma Tonari        | Ryuma Tonari       | Ryuma Tonari       | Ryuma Tonari |

### Niji-Yosen 7-kumi
| Nom                | Nom      | Né   | 1er tour           | Demi-finale       | Finale         | Qualifié      |
| ------------------ | -------- | ---- | ------------------ | ----------------- | -------------- | ------------- |
| Yasumitsu Sato     | 佐藤康光 | 1969 | Yasumitsu Sato     | Yasumitsu Sato    | Yasumitsu Sato | Koji Tanigawa |
| Toshiyuki Moriuchi | 森内俊之 | 1970 | Toshiyuki Moriuchi | Hiroaki Yokoyama  | Yasumitsu Sato | Koji Tanigawa |
| Hiroaki Yokoyama   | 横山泰明 | 1980 | Hiroaki Yokoyama   | Hiroaki Yokoyama  | Yasumitsu Sato | Koji Tanigawa |
| Takashi Abe        | 阿部隆   | 1967 | Takashi Abe        | Koji Tanigawa     | Koji Tanigawa  | Koji Tanigawa |
| Koji Tanigawa      | 谷川浩司 | 1962 | Koji Tanigawa      | Koji Tanigawa     | Koji Tanigawa  | Koji Tanigawa |
| Takayaki Yamasaki  | 山崎隆之 | 1981 | Takayaki Yamasaki  | Takayaki Yamasaki | Koji Tanigawa  | Koji Tanigawa |

### Niji-Yosen 8-kumi
| Nom                | Nom      | Né   | 1er tour           | Demi-finale        | Finale             | Qualifié         |
| ------------------ | -------- | ---- | ------------------ | ------------------ | ------------------ | ---------------- |
| Wataru Yashiro     | 八代弥   | 1994 | Wataru Yashiro     | Wataru Yashiro     | Takanori Hashimoto | Hisachi Namekata |
| Takanori Hashimoto | 橋本崇載 | 1983 | Takanori Hashimoto | Takanori Hashimoto | Takanori Hashimoto | Hisachi Namekata |
| Teruichi Aono      | 青野照市 | 1953 | Teruichi Aono      | Takanori Hashimoto | Takanori Hashimoto | Hisachi Namekata |
| Hisachi Namekata   | 行方尚史 | 1973 | Hisachi Namekata   | Hisachi Namekata   | Hisachi Namekata   | Hisachi Namekata |
| Yoshiyuki Kubota   | 窪田義行 | 1972 | Yoshiyuki Kubota   | Hisachi Namekata   | Hisachi Namekata   | Hisachi Namekata |
| Hiroki Iizuka      | 飯塚祐紀 | 1969 | Hiroki Iizuka      | Hiroki Iizuka      | Hisachi Namekata   | Hisachi Namekata |

### Niji-Yosen 9-kumi
| Nom            | Nom      | Né   | 1er tour       | Demi-finale   | Finale        | Qualifié      |
| -------------- | -------- | ---- | -------------- | ------------- | ------------- | ------------- |
| Kazuki Kimura  | 木村一基 | 1973 | Kazuki Kimura  | Kazuki Kimura | Takeshi Fujii | Takeshi Fujii |
| Takeshi Fujii  | 藤井猛   | 1970 | Takeshi Fujii  | Takeshi Fujii | Takeshi Fujii | Takeshi Fujii |
| Osamu Nakamura | 中村修   | 1962 | Osamu Nakamura | Takeshi Fujii | Takeshi Fujii | Takeshi Fujii |
| Makoto Tobe    | 戸辺誠   | 1986 | Makoto Tobe    | Makoto Tobe   | Makoto Tobe   | Takeshi Fujii |
| Hiroki Nakata  | 中田宏樹 | 1964 | Hiroki Nakata  | Makoto Tobe   | Makoto Tobe   | Takeshi Fujii |
| Kosuke Tamura  | 田村康介 | 1976 | Kosuke Tamura  | Kosuke Tamura | Makoto Tobe   | Takeshi Fujii |